# Jezioro Oleckie Wielkie
Der Jezioro Oleckie Wielkie (deutsch: Großer Oletzkoer See, 1928 bis 1945: Treuburger See) ist ein 2,05 km² großer See in der Masurischen Seenplatte in der Woiwodschaft Ermland-Masuren in Polen (früher: Ostpreußen).
Am Westufer des von der Lega durchflossenen, rund 4600 m langen und bis zu 1600 m breiten, bis 65 m tiefen Sees liegt die nach einem im 16. Jahrhundert hier errichteten Jagdschlösschen benannte Stadt Olecko (bis 1928 Marggrabowa, dann in Treuburg umbenannt).